# Lijst van schilderijen in het Rijksmuseum Amsterdam/Gn-Gz
Lijst van schilderijen in het Rijksmuseum Amsterdam met werken van schilders van wie de achternaam begint met de letters Gn t/m Gz. Vermeldingen in het grijs geven aan dat het werk geen deel meer uitmaakt van de collectie van het Rijksmuseum, bijvoorbeeld omdat het in bruikleen gegeven is aan een andere instelling of omdat het teruggegeven is aan de bruikleengever.
| Inventarisnummer | Toeschrijving                                    | Titel                                                                                  | Datering            | Afbeelding |
| ---------------- | ------------------------------------------------ | -------------------------------------------------------------------------------------- | ------------------- | ---------- |
| SK-A-4488        | Naar Hugo van der Goes                           | Memoriedrieluik met de bewening                                                        | Ca. 1527 of later   |            |
| SK-A-2225        | Vincent van Gogh                                 | Weg achter de pastorietuin te Nuenen                                                   | 1863-1890           |            |
| SK-A-3307        | Vincent van Gogh                                 | Boerendorp in de avond                                                                 | 1884                |            |
| SK-C-1783        | Vincent van Gogh                                 | De heuvel van Montmartre met steengroeve                                               | Ca. juni-juli 1886  |            |
| SK-A-3262        | Vincent van Gogh                                 | Zelfportret                                                                            | 1887                |            |
| SK-C-1746        | Vincent van Gogh                                 | Moeder bij een wieg                                                                    | 1887                |            |
| SK-C-1755        | Vincent van Gogh                                 | Karaf en schotel met citrusvruchten                                                    | 1887                |            |
| SK-C-1784        | Vincent van Gogh                                 | Square Saint-Pierre bij zonsondergang                                                  | 1887                |            |
| SK-C-1756        | Vincent van Gogh                                 | Kreupelhout                                                                            | Juli 1887           |            |
| SK-C-1739        | Vincent van Gogh                                 | Amandelboom in bloei                                                                   | 1888                |            |
| SK-A-2226        | Vincent van Gogh                                 | Boerderij in de Provence                                                               | 1888-1890           |            |
| SK-C-1798        | Vincent van Gogh                                 | Portret van een man met één oog                                                        | Maart-december 1889 |            |
| SK-C-1740        | Vincent van Gogh                                 | Boerderij                                                                              | 1890                |            |
| SK-C-1797        | Vincent van Gogh                                 | Tuin met vlinders                                                                      | Maart-juni 1890     |            |
| SK-C-1742        | Daan van Golden                                  | Compositie met mokka ruit                                                              | 1965                |            |
| SK-A-1284        | Hendrick Goltzius                                | Stervende Adonis                                                                       | 1609                |            |
| SK-A-2217        | Hendrick Goltzius                                | Vertumnus en Pomona                                                                    | 1613                |            |
| SK-A-4866        | Hendrick Goltzius                                | Lot en zijn dochters                                                                   | 1616                |            |
| SK-A-1605        | Jan van Gool                                     | Het melkuur                                                                            | 1710-1763           |            |
| SK-C-133         | Jan van Gool                                     | Arcadisch landschap met herders en vee                                                 | 1710-1763           |            |
| SK-A-3768        | Gerrit van Goor                                  | Portret van Johannes Camphuys                                                          | 1685                |            |
| SK-A-4538        | Naar Gerrit van Goor                             | Portret van Johannes Camphuys                                                          | 1750-1800           |            |
| SK-A-217         | Jan Gossaert                                     | Portret van Floris van Egmond                                                          | Ca. 1519            |            |
| SK-A-894         | Naar Jan Gossaert                                | Portret van Ruben Parduyn, ridder van het Heilig Graf                                  | Ca. 1644 of later   |            |
| SK-A-1036        | Anthonie Constantijn Govaerts                    | De marketentster                                                                       | 1825-1827           |            |
| SK-A-2963        | Francisco Goya                                   | Portret van Don Ramón Satué                                                            | 1823                |            |
| SK-A-3945        | Jan van Goyen                                    | Zomer                                                                                  | 1625                |            |
| SK-A-3946        | Jan van Goyen                                    | Winter                                                                                 | 1625                |            |
| SK-A-3492        | Jan van Goyen                                    | Riviergezicht                                                                          | 1630                |            |
| SK-C-1780        | Jan van Goyen                                    | Zeil- en roeiboten in een riviermonding                                                | 1640                |            |
| SK-A-122         | Jan van Goyen                                    | Het Valkhof in Nijmegen                                                                | 1641                |            |
| SK-A-123         | Jan van Goyen                                    | Landschap met twee eiken                                                               | 1641                |            |
| SK-A-2133        | Jan van Goyen                                    | Vergezicht over de uiterwaarden van een rivier                                         | 1644                |            |
| SK-A-4044        | Jan van Goyen                                    | Vergezicht op het Spaarne en het Haarlemmermeer                                        | 1644                |            |
| SK-A-3249        | Jan van Goyen                                    | Polderlandschap                                                                        | 1644                |            |
| SK-A-3250        | Jan van Goyen                                    | Gezicht op Arnhem                                                                      | 1644                |            |
| SK-A-3308        | Jan van Goyen                                    | Riviergezicht met wachtpost                                                            | 1644                |            |
| SK-A-120         | Jan van Goyen                                    | Gezicht op een dorp aan een rivier                                                     | 1645                |            |
| SK-A-3029        | Jan van Goyen                                    | Gezicht op de Rijn en de Elterberg                                                     | 1645                |            |
| SK-A-4879        | Jan van Goyen                                    | Gezicht op een gefantaseerde stad aan een rivier met de toren van Saint Pol uit Vianen | 1649                |            |
| SK-A-952         | Trant van Jan van Goyen                          | Gezicht op het Valkhof te Nijmegen                                                     | Ca. 1650            |            |
| SK-A-1911        | Barend Graat                                     | Familiegroep in een landschap                                                          | 1650-1660           |            |
| SK-A-1943        | Barend Graat                                     | De verloren zoon                                                                       | 1652                |            |
| SK-A-736         | Barend Graat                                     | De verloren zoon                                                                       | 1661                |            |
| SK-A-3932        | Barend Graat                                     | Een gezelschap in een tuin                                                             | 1661                |            |
| SK-A-5027        | Barend Graat                                     | Pandora                                                                                | 1676                |            |
| SK-A-1321        | Toegeschreven aan Timotheus de Graef             | Italiaans landschap                                                                    | 1682-1718           |            |
| SK-C-1795        | Gerhard von Graevenitz                           | 3 vertikale streifen (kinetisch objekt)                                                | 1976                |            |
| SK-A-2311        | Pieter de Grebber                                | De kruisafneming                                                                       | 1633                |            |
| SK-C-522         | Pieter de Grebber                                | De bewening van Christus                                                               | 1640                |            |
| SK-A-1285        | Toegeschreven aan Pieter de Grebber              | Een oosterling                                                                         | 1640-1671           |            |
| SK-A-2174        | Willem Grebner                                   | Portret van George Frederik Diederichs                                                 | 1820-1868           |            |
| SK-A-2173        | Willem Grebner                                   | Portret van de familie Diederichs                                                      | 1836                |            |
| SK-C-1200        | Atelier van El Greco                             | Christus aan het kruis                                                                 | 1600-1615           |            |
| SK-A-3142        | Atelier van El Greco                             | Christus aan het kruis                                                                 | 1600-1615           |            |
| SK-A-4905        | John Greenwood                                   | Portret van een officier ter zee met een kustkaart en een verrekijker in de hand       | 1760                |            |
| SK-A-4979        | Jan Grégoire                                     | Het bevrijdingsfeest op de Dam op 9 mei 1945                                           | 1945                |            |
| SK-C-1660        | Johan Conrad Greive                              | De bomvrije kazerne te Vlissingen                                                      | 1850-1870           |            |
| SK-A-1037        | Johan Conrad Greive                              | Schafttijd op een scheepstimmerwerf aan de Maas                                        | 1865-1867           |            |
| SK-A-3906        | Jean-Baptiste Greuze                             | Portret van markies De Saint-Paul                                                      | 1760                |            |
| SK-A-125         | Jan Griffier (I)                                 | Riviergezicht                                                                          | 1680-1700           |            |
| SK-C-1378        | Pieter Anthonisz. Groenewegen                    | Romeins landschap met links de Palatinus en rechts gedeelten van het Forum Romanum     | 1630-1657           |            |
| SK-A-3965        | Pieter Anthonisz. Groenewegen                    | Romeins landschap met links de Palatinus en rechts gedeelten van het Forum Romanum     | 1630-1657           |            |
| SK-A-4664        | Petrus Groenia                                   | Hollandse troepen trekken door de vestingstad Dendermonde                              | 1820                |            |
| SK-C-862         | Johann Friedrich Gruber                          | Stilleven                                                                              | 1662-1681           |            |
| SK-A-2564        | Johann Friedrich Gruber                          | Stilleven                                                                              | 1662-1681           |            |
| SK-A-1381        | Toegeschreven aan Jacob de Gruyter               | Hollandse schepen voor een noordelijke kust                                            | 1689                |            |
| SK-A-1038        | Willem Gruyter                                   | De rede van Bremerhaven                                                                | 1868                |            |
| SK-A-3252        | Francesco Guardi                                 | Landschap met een kade en schepen op een meer                                          | 1760-1780           |            |
| SK-A-3251        | Francesco Guardi                                 | Regatta op het Canal Grande bij de Rialtobrug te Venetië                               | 1780-1793           |            |
| SK-A-3309        | Toegeschreven aan Francesco Guardi               | Lagune bij Venetië                                                                     | 1740-1800           |            |
| SK-A-3402        | Naar Francesco Guardi                            | De brand in de wijk van San Marcuola, Venetië, 28 november 1789                        | 1789-1820           |            |
| SK-A-3403        | Toegeschreven aan Giacomo Guardi                 | Gezicht op het Isola di San Michele in Venetië                                         | 1774-1835           |            |
| SK-A-2832        | Toegeschreven aan Jean Antoine Théodore de Gudin | Gezicht op een rotsachtige kust bij maanlicht                                          | 1830-1880           |            |
| SK-A-3404        | Naar Guercino                                    | Caritas                                                                                | 1610-1716           |            |
| SK-A-800         | Wouter Gysaerts en David Teniers (II)            | Bloemenkrans om het portret van Hieronymus van Weert, martelaar van Gorkum             | Ca. 1675            |            |